# Uschlag

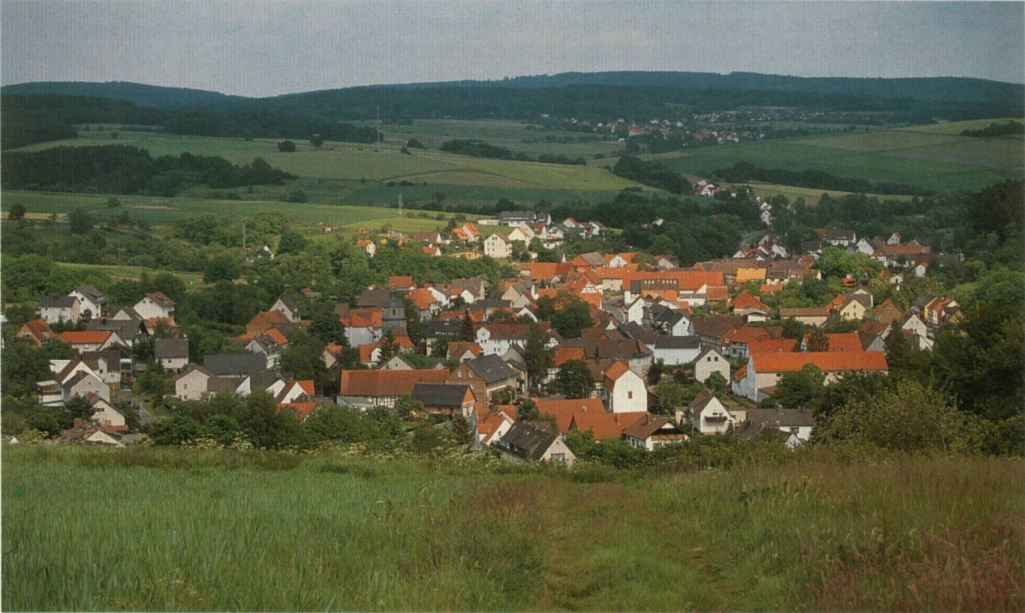
Ortsansicht

Uschlag ist die zweitgrößte Ortschaft der Gemeinde Staufenberg im südniedersächsischen Landkreis Göttingen in Deutschland.

## Geographische Lage
Uschlag liegt rund sieben Kilometer Luftlinie östlich von Kassel an der Grenze zu Nordhessen in den Westausläufern des Kaufunger Waldes am Südrand des Naturpark Münden. Es befindet sich im Tal der Nieste, die das Dorf etwa in Ost-West-Richtung durchfließt bzw. es im Süden tangiert, und an den angrenzenden Südhängen ihrer in der Ortschaft bzw. Gemarkung einmündenden Zuflüsse: Dies sind von Osten nach Westen der Hopbach, der Ingelheimbach, der Wellebach und der Kitzebach. Südlich des Dorfes erhebt sich der größtenteils in Hessen liegende Mühlenberg.

## Geschichte
Die erste, allerdings umstrittene, Erwähnung von Uschlag fällt in die Zeit um 850. Man geht jedoch davon aus, dass der Ort noch um einiges älter ist. Damit ist Uschlag einer der ältesten Orte im so genannten Obergericht, der heutigen Gemeinde Staufenberg.
Der Name des Ortes Uschlag ist eine Stellenbezeichnung, deren Endsilbe wohl so viel wie Schlucht oder Tal bedeutet.
Die erste gesicherte urkundliche Erwähnung von Uschlag stammt vom 4. Mai 1019. Mit der Schenkungsurkunde übergab Kaiser Heinrich II dem Kloster Kaufungen die Dörfer Oberkaufungen (Overencoufunga) mit dem ganzen Walde, Niederkaufungen (Nederencoufunga), Vollmarshausen (Volmareshusun) und Uschlag (Luslad). Weitere Erwähnungen nennen den Ort 1253 Uslat, 1357 Uschlacht sowie 1425 Ecclesia in Uschlacht.
Zu dem Zeitpunkt dieser Schenkung gehörte Uschlag zum Hessengau und zusammen mit der Grafschaft Hessen zu Thüringen.
Im Jahre 1247 wurde der Raum Hann. Münden (das sogenannte Untergericht) und das Obergericht (die heutige Gemeinde Staufenberg) von den Braunschweiger Herzögen besetzt. Damit kam auch Uschlag zu Braunschweig (Hannover) und gehört so bis heute zu Niedersachsen. Im 13. und 14. Jahrhundert erscheint eine adlige Familie derer von Uschlacht, die unter anderem Güter bei Zierenberg und der Burgruine Malsburg besaßen. Belegt ist, dass ein Heinrich von Uschlacht 1295 den Zehnten zu Rohkotzen dem Kloster Hasungen schenkte, ebenfalls findet sich ein Thilo von Uschlacht, welcher 1359 in Zierenberg begütert war. In Uschlag hatten zeitweise auch das Geschlecht derer von Berlepsch und das derer von Meysenbug Zehnteinkünfte und Grundbesitz inne.
Die vier in der Gemarkung und der Ortslage in die Nieste mündenden Wasserläufe und natürlich der Niestebach selbst sorgten dafür, dass sich in Uschlag fünf Mühlen drehten. Dies waren zwei Getreidemühlen, zwei Ölschlagmühlen und eine Sägemühle. Das gute Quellwasser wurde zum Bierbrauen verwendet, es gab ein Brauhaus und zwei Schnapsbrennereien.
1689 konnte Uschlag mit 419 Einwohnern aufwarten. Um 1700 gab es im Dorf 81 Familien, die ein Haus besaßen. Zur Zeit der Errichtung des Königreichs Westphalen wurde Uschlag 1807 in das Fuldadepartement eingeteilt, welches dem Distrikt Kassel untergeordnet war. Das lutherische Pfarrdorf beherbergte 435 Einwohner, die sich auf 96 Häuser verteilten. Im Jahre 1821 waren es 572 Einwohner, 1939 lag die Einwohnerzahl über tausend.
Während die älteren Bewohner in der Zeit der Industrialisierung, also etwa um 1850, überwiegend mit der Leinenweberei ihren Lebensunterhalt verdienten, versuchten die jüngeren Leute als Industriearbeiter in den Betrieben der aufblühenden Großstadt Kassel ihr Glück. Die Umwandlung des Bauerndorfes mit wenigen Handwerksbetrieben zum heutigen gemischten Wohnort begann 1901, als die Landstraße nach Kassel gebaut wurde.
Im Jahr 1965 wurde die Gemeinde Dahlheim eingegliedert. Am 1. Februar 1971 kam Escherode hinzu. Am 1. Januar 1973 wurde Uschlag der neuen Gemeinde Staufenberg zugewiesen.

## Politik

### Ortsrat
Zusammen mit dem Ortsteil Dahlheim hat Uschlag einen Ortsrat, der sich aus elf Ratsfrauen und Ratsherren zusammensetzt.
- SPD: 6 Sitze
- CDU: 2 Sitze
- Grüne: 1 Sitz
- Wählergruppe „Wir für Staufenberg“: 2 Sitze

(Stand: Kommunalwahl am 12. September 2021)

## Infrastruktur

### Verkehr
Uschlag ist von der Bundesautobahn 7 über die Anschlussstellen 77 (Kassel-Nord), von Südwesten kommend, bzw. 76 (Staufenberg-Lutterberg), von Norden kommend, zu erreichen. Der Ort liegt an der Straßenverbindung Kassel–Witzenhausen. Diese Landesstraße hat auf hessischer Seite die Bezeichnung L 3237 und in Niedersachsen heißt sie L 563 bzw. „Kasseler Straße“ in Uschlag. Im Ort zweigt die L 533 (Mündener Straße) in Richtung Benterode und, östlich von Uschlag an der Hopbach-Kreuzung, die Kreisstraße 212 in Richtung Escherode ab.
Die nächsten Bahnstationen sind der Bahnhof in Speele (Staufenberg) bzw. Kassel Hbf oder der Bahnhof Kassel-Wilhelmshöhe.

### Wirtschaft
Es bestehen Einrichtungen der Grundversorgung sowie einige Handwerksbetriebe.

### Bildung
In Uschlag gibt es einen Kindergarten und eine Grundschule mit Ganztagsangebot.

## Kultur und Sehenswürdigkeiten

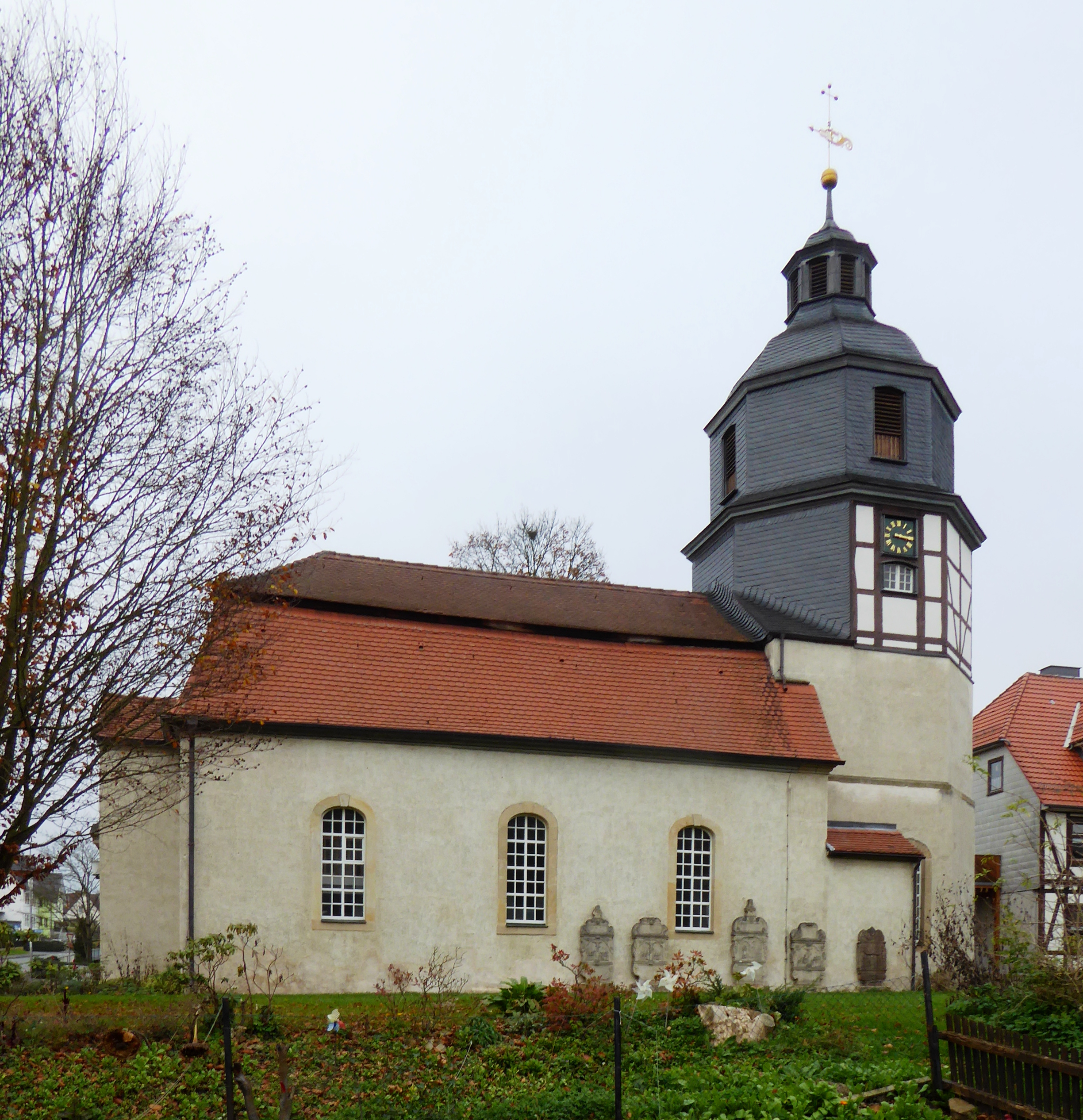
Johanniskirche

Aufgrund der Lage des Dorfes kann der Kaufunger Wald erkundet werden.
Die Johanniskirche wurde in den Jahren 1969 bis 1970 renoviert, der Kirchturm 2010. Der schlichte Taufstein ist von 1612. Die Kirche bildet einen zentralen Platz in Uschlag.
Ein weiterer Mittelpunkt ist der Schniederplatz als Dorfplatz mit Dorfbrunnen. Er besteht aus einem alten Mühlstein und erinnert an die Zeit, als Uschlag ein Mühlendorf war.
Beim Schniederplatz befindet sich das historische Pfarrhaus mit der Pfarrscheune, die heute eine Begegnungsstätte der Kirchengemeinde ist. Auch befindet sich im Ort der höchste Zunftbaum im südlichen Niedersachsen. Dieser trägt neben den Wappen der Gemeinde und des Ortes auch die Symbole und Zeichen des ortsansässigen Handwerks sowie der Vereine und Verbände der Dorfgemeinschaft.

## Wappen
Wappenbeschreibung: In Rot ein silberner Wellenbalken, begleitet oben von zwei silbernen achtspeichigen Mühlenrädern und unten von einem silbernen geschweiften kirchlichen Kreuz.
Uschlag ist ein sehr alter Ort im Tal des Niestebaches am Rande des Kaufunger Waldes. Bereits im Verzeichnis der Gemeinden, die in kirchlicher Hinsicht zum Decanat Ditmelle gehören, wird „Usslacht“ mitgenannt. 1295 schenkte ein Heinrich von Uschlag den Zehnten dem Kloster Hasungen; das wiederholt sich 1376. So hatte das Kloster Gerechtsname im Dorfe bekommen. Uschlag besaß nun Braugerechtigkeit und somit auch ein Brauhaus. Die Wasserkraft der Nieste wurde durch mehrere Mühlen ausgenutzt; zwei von ihnen waren herrschaftliche Zwangsmühlen, die sich jetzt in Privatbesitz befinden. Diese wesentlichen Merkmale aus der Geschichte des Dorfes sind im Wappen festgehalten: die lebenspendende Nieste, die zwei herrschaftlichen Zwangsmühlen und die Beziehungen zum Kloster Hasungen.
Die Genehmigung des Wappens erfolgte durch den Niedersächsischen Minister des Innern am 7. Mai 1956.